# خشن (فیلم ۲۰۱۴)
خشن (به انگلیسی: Rough) فیلمی هندی محصول سال ۲۰۱۴ و به کارگردانی اس.اچ سوباردی است. در این فیلم بازیگرانی همچون آدی، راکول پریت سینگ و سریهاری ایفای نقش کرده‌اند.